# Élisabeth de Hunolstein
Élisabeth de Hunolstein, née vers 1476 et morte le 11 novembre 1536, est l'héritière de Neumagen et de Sankt-Johannisberg.

## Biographie
Fille du bailli de Hunolstein Henri de Hunolstein et de son épouse Élisabeth de Bolchen d'Ouren, elle épouse le 11 septembre 1497 le comte d'Isenbourg-Neumagen à Salm Salentin VII d'Isenbourg-Neumagen d'Isenbourg.

## Famille
Ses grands-parents paternel sont le bailli de Hunolstein Nicolas VI de Hunolstein et son épouse Diemuth Kämmerer de Worms. Ses grands-parents maternel sont le seigneur de Bolchen Jean IV de Bolchen d'Ouren et son épouse Marguerite d'Autel.

## Descendance
Elle donne naissance à trois filles:
- Jeannette d'Isenbourg-Neumagen d'Isenbourg (1500-1563)
- Anne d'Isenbourg-Neumagen d'Isenbourg (-1581)
- Jutta d'Isenbourg-Neumagen d'Isenbourg (-1564)